# N406 (België)
De N406 is een gewestweg die Dendermonde met Hofstade verbindt. De weg heeft 2x1 rijstroken en begint bij de N416 en gaat vlak voor Hofstade over in de N41 naar Aalst. De route heeft een lengte van ongeveer 9 kilometer.
Op de kilometerpaaltjes tussen Oudegem en Hofstade zijn afwisselt de nummers N406 en N406a te vinden, de kilometer aanduidingen zijn wel gelijk alsof de weg één nummer heeft.